# Veřejná nemocnice v New Amsterdamu
Nemocnice v New Amsterdamu se nachází v guyanském městě New Amsterdam (region East-Berbice Corentyne). Je typickou ukázkou dřevěné architektury vytvořené Cesarem Castellanim. Stavba byla dokončena roku 1885.

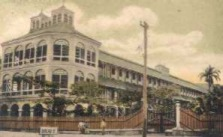
Nemocnice v New Amsterdamu (1950)